# 朱見治
忻穆王朱見治（1458年3月18日—1472年4月2日），是明英宗朱祁鎮庶八子，母靖莊安穆宸妃萬氏，明朝第一代亦為唯一一代忻王。朱見治在天順二年閏二月初四（1458年3月18日）出生，成化二年八月十二（1466年9月21日）受封忻王，成化八年二月二十四（1472年4月2日）過世，諡號穆，年十四歲，葬西山，忻國被撤除。